# SCORM
SCORM (Sharable Content Object Reference Model) er en standard for hvilke informationer og data et læringsobjekt skal indeholde, før det kan eksporteres mellem SCORM kompatible uddannelsessystemer (fra ét Learning Management System (LMS) til et andet).

SCORM standarden er udviklet af det amerikanske forsvar for at imødegå problemer med at flytte elektroniske, ofte web-formidlede, læringsobjekter fra en uddannelsesplatform (LMS) til en anden, uanset om det er ved en offentlig eller privat virksomhed. Den første version af SCORM blev vedtaget i 1999, og er siden hen udviklet i flere versioner, der gennem årene er blevet mere og mere omfattende. SCORM er i dag én af de standarder de fleste toneangivende virksomheder, inden for den kommercielle og offentlige elektroniske uddannelsesvirksomhed, bruger flest ressourcer på at overholde.

SCORM afløste forgængeren AICC, og den tiltænkte afløser for SCORM hedder xApi. xApi hed oprindeligt TinCan.

Citat:
"Modellen SCORM (The Shareable Content Object Reference Model) er de-facto normen i forhold til materiale indenfor e-læring i dag. Det er en samlet model for samspillet mellem materiale, platform og deltager. Det er ikke en standard i sig selv, men netop en model, hvor standarder udviklet i andet regi successivt indarbejdes."
Citat slut
Ref.: vidensemergens – Blog about e-learning and knowledge (se URL under henvisninger) 
SCORM versioner:
- Januar 1999 — US Goverment Executive Order 13111 om udvikling af generelle specifikationer og standarder for e- læring i den føderale og private sektor
- Januar 2000 — SCORM 1.0
- Januar 2001 — SCORM 1.1
- Oktober 2001 — SCORM 1.2
- Januar 2004 — SCORM 2004 (1st Edition)
- Juli 2004 — SCORM 2004 (2nd Edition)
- June 2006 — US Department of Defense Instruction (DoD) 1322.26 Requiring DoD Use of SCORM
- Oktober 2006 — SCORM 2004 (3rd Edition)
- Marts 2009 — SCORM 2004 (4th Edition)

Ref.: http://en.wikipedia.org/wiki/SCORM